# Ginnastica ai Giochi della XXVIII Olimpiade - Concorso individuale femminile

## Risultati
| Posiz | Ginnasta                          | Volteggio | Parallele Asimmetriche | Trave | Corpo Libero | Totale |
| ----- | --------------------------------- | --------- | ---------------------- | ----- | ------------ | ------ |
|       | Carly Patterson Stati Uniti       | 9.375     | 9.575                  | 9.725 | 9.712        | 38.387 |
|       | Svetlana Chorkina Russia          | 9.462     | 9.725                  | 9.462 | 9.562        | 38.211 |
|       | Zhang Nan Cina                    | 9.325     | 9.462                  | 9.662 | 9.600        | 38.049 |
| 4     | Anna Pavlova Russia               | 9.425     | 9.337                  | 9.650 | 9.612        | 38.024 |
| 5     | Nicoleta Daniela Șofronie Romania | 9.412     | 9.637                  | 9.362 | 9.537        | 37.948 |
| 6     | Iryna Jaroc'ka Ucraina            | 9.200     | 9.650                  | 9.400 | 9.437        | 37.687 |
| 7     | Marine Debauve Francia            | 9.162     | 9.512                  | 9.262 | 9.425        | 37.361 |
| 8     | Elena Gómez Spagna                | 9.150     | 9.525                  | 9.162 | 9.462        | 37.299 |
| 9     | Courtney Kupets Stati Uniti       | 9.275     | 9.625                  | 8.975 | 9.237        | 37.112 |
| 10    | Allana Slater Australia           | 9.175     | 9.362                  | 9.212 | 9.350        | 37.099 |
| 11    | Alina Kozič Ucraina               | 9.250     | 9.512                  | 8.687 | 9.600        | 37.049 |
| 12    | Daniele Hypólito Brasile          | 8.825     | 9.562                  | 9.337 | 9.237        | 36.961 |
| 13    | Wang Tiantian Cina                | 9.375     | 9.537                  | 8.725 | 9.162        | 36.799 |
| 14    | Émilie Lepennec Francia           | 9.300     | 9.687                  | 8.112 | 9.537        | 36.636 |
| 15    | Stefani Bismpikou Grecia          | 8.887     | 9.475                  | 8.900 | 9.237        | 36.499 |
| 16    | Camila Comin Brasile              | 9.187     | 9.437                  | 8.525 | 8.925        | 36.074 |
| 17    | Kwang Sun Pyon Corea del Nord     | 8.525     | 9.587                  | 8.850 | 8.900        | 35.862 |
| 18    | Kate Richardson Canada            | 9.262     | 8.087                  | 9.037 | 9.400        | 35.786 |
| 19    | Beth Tweddle Regno Unito          | 8.987     | 9.562                  | 7.800 | 9.412        | 35.761 |
| 20    | Stephanie Moorhouse Australia     | 9.037     | 8.587                  | 8.200 | 8.925        | 35.723 |
| 21    | Katy Lennon Regno Unito           | 9.262     | 8.987                  | 8.200 | 8.925        | 35.374 |
| 22    | Leyanet González Calero Cuba      | 9.325     | 8.725                  | 8.012 | 9.237        | 35.299 |
| 23    | Aagje Vanwalleghem Belgio         | 9.225     | 9.075                  | 8.287 | 8.275        | 34.862 |
| 24    | Melanie Banville Canada           | 9.200     | 8.025                  | 8.787 | 8.462        | 34.474 |